# Кудрин, Алексей Леонидович
Алексе́й Леони́дович Ку́дрин (род. 12 октября 1960, Добеле, Латвийская ССР, СССР) — советский и российский экономист, российский государственный, политический и общественный деятель. Доктор экономических наук.
Председатель Счётной палаты Российской Федерации (22 мая 2018 — 30 ноября 2022). Заместитель председателя Правительства Российской Федерации (2000—2004, 2007—2011), министр финансов Российской Федерации (2000—2011).
Председатель наблюдательного совета Московской биржи, заместитель председателя наблюдательного совета и главы комитета по стратегии Сбербанка России, председатель попечительских советов Института экономической политики им. Е. Т. Гайдара и Европейского университета в Санкт-Петербурге, председатель Совета директоров Российской экономической школы, с июня 2011 по май 2022 года декан факультета свободных искусств и наук СПбГУ, учредитель неправительственной организации «Комитет гражданских инициатив», член оргкомитета «Гайдаровского форума». По итогам 2020 года вошёл в Топ-100 ведущих политиков России, заняв 32-е место.
С ноября 2022 года стало известно, что Алексей Кудрин покинет пост председателя Счётной палаты. Сенаторы Совета Федерации проголосовали за досрочное освобождение Алексея Кудрина от должности председателя Счетной палаты Российской Федерации 30 ноября. 9 декабря 2022 года Кудрин приступил к работе в компании «Яндекс» в качестве советника по корпоративному развитию.
20 июля 2023 года попал в список SDN США.

## Характеристика деятельности
После получения высшего экономического образования и защиты диссертации по экономике работал в администрации мэра Санкт-Петербурга Анатолия Собчака.
В 1996 году начал работать в администрации президента Российской Федерации Бориса Ельцина. 18 мая 2000 года был назначен на должность министра финансов Российской Федерации и занимал этот пост в течение 11 лет.
Кроме того, был заместителем председателя Правительства Российской Федерации в 2000—2004 и в 2007—2011 годах. Как министру финансов, ему ставят в заслугу разумное управление финансами, проведение налоговой и бюджетной реформ и приверженность свободному рынку.
При нём российское правительство выплатило бо́льшую часть существенной внешней задолженности, которая накопилась к концу 1990-х годов, оставив страну с одним из самых низких внешних долгов среди крупнейших экономик. Значительная часть сверхдоходов, полученных от высоких цен на нефть, была собрана в государственном стабилизационном фонде, который помог России выйти из мирового финансового кризиса 2008—2009 годов в гораздо лучшем состоянии, чем ожидали многие эксперты.
За свою карьеру получил несколько наград, в том числе приз «Министр финансов 2010 года» от журнала Euromoney. 26 сентября 2011 года, реагируя на критику со стороны Кудрина, президент РФ Дмитрий Медведев потребовал от него уйти в отставку. 6 апреля 2012 года Кудрин выступил с заявлением о создании в России «Комитета гражданских инициатив». В 2012—2015 годах, выступая в качестве эксперта, неоднократно участвовал в дискуссиях с президентом страны Владимиром Путиным и партией «Единая Россия» по ключевым вопросам развития общества, экономики и государства. Однако, как он заявлял, не вступает в «партию власти» в связи с её левоцентристским уклоном и увлечением использования административного ресурса.
С 2014 года по 2018 год занимал должность председателя наблюдательного совета в ПАО «Московская Биржа». С 2013 года по 2018 год — глава комитета по стратегии наблюдательного совета ПАО «Сбербанк».
С апреля 2016 года по 19 ноября 2018 года был председателем совета Центра стратегических разработок.
С 18 мая 2018 по 30 ноября 2022 года — председатель Счётной палаты Российской Федерации.
В ноябре 2022 года стало известно, что Алексей Кудрин покинет пост председателя счётной палаты и перейдёт в менеджмент «Яндекса». Издание The Bell сообщило о переговорах Владимира Путина и Алексея Кудрина о реорганизации компании, в результате которой сооснователь Аркадий Волож потеряет контроль над российским подразделением компании, взамен получит возможность развивать бизнес компании за рубежом. Алексей Кудрин получит 5 % акций компании. Компания «Яндекс» заявила о разделении на две части, нидерландская Yandex N.V. выйдет из состава акционеров группы и сменит своё название.

## Биография

### Ранние годы, становление
Родился в Добеле Латвийской ССР в семье военного шифровальщика, сотрудника 8-го отдела Леонида Кудрина, русского. Мать — латышка Зинта Миллере, бухгалтер Латвэнерго, уроженка хутора Парутиши; после прихода советских властей дом семейства Миллере в центре Добеле был национализирован, в нём и по сей день располагается прокуратура Добельского района. В 1941 году советские власти депортировали Зинту в Красноярский край вместе с отцом-айзсаргом, матерью Ольгой Миллере (урождённой Зандерсоне) и братом Андрисом; в 1950-х годах её и мать отпустили домой, брат остался жить в Сибири, судьба отца неизвестна.
В 1967 году семья переехала в Тукумс, где Алексей пошёл в первый класс школы. В феврале 1968 года отца направили служить в Монголию, семья поехала вместе с ним. С 1971 по 1974 год проживал в городе Борзя Читинской области. В 1974—1977 годах жил в Архангельске, там же окончил среднюю школу. Одновременно проходил обучение на курсах подготовки актива для комсомола — так называемых коммунарских сборах при Дворце пионеров в Архангельске. Из среды неформальной корпорации «коммунаров» в Архангельске вышла целая плеяда банкиров и чиновников России. Впоследствии некоторое время состоял в КПСС.
В 9 и 10 классах играл на ударных в рок-группе «Наше время», был соавтором музыки.
До поступления в университет в течение двух лет работал автомехаником и инструктором практического обучения лаборатории двигателей в Военной академии тыла и транспорта в Ленинграде.
В 1980 году являлся комиссаром студенческого отряда «Оптимум». Окончил экономический факультет Ленинградского государственного университета имени А. А. Жданова в 1983 году, был дипломником у М. В. Попова.

### О научной деятельности
С 1983 года — стажёр-исследователь Института социально-экономических проблем Академии наук СССР.
В 1985—1988 годах — аспирант Института экономики АН СССР, где в 1988 году защитил диссертацию на соискание учёной степени кандидата экономических наук на тему «Сравнимость в механизме реализации отношений экономического соревнования» (специальность 08.00.01 — Экономическая теория).
С 1988 года занимался научной деятельностью в Институте социально-экономических проблем АН СССР.
В 2018 году в Российской академии народного хозяйства и государственной службы при Президенте Российской Федерации защитил диссертацию на соискание учёной степени доктора экономических наук по теме «Теоретические и методологические подходы к реализации сбалансированной и эффективной бюджетной политики» (специальность 08.00.10 — Финансы, денежное обращение и кредит). Официальные оппоненты — доктор экономических наук, директор по научной работе Института экономической политики имени Е. Г. Гайдара С. М. Дробышевский, доктор экономических наук, заведующий кафедрой государственного регулирования экономики РАНХиГС В. В. Климанов и доктор экономических наук, профессор, ведущий научный сотрудник Лаборатории макроэкономических исследований РАНХиГС В. И. Моргунов.

### Работа в Санкт-Петербурге
С октября 1990 года — заместитель председателя Комитета по экономической реформе исполкома Ленсовета. После ликвидации Комитета по экономической реформе перешёл в Комитет по управлению Ленинградской зоной свободного предпринимательства.
С ноября 1991 года — заместитель председателя Комитета по экономическому развитию Санкт-Петербурга, курировал вопросы инвестиционной политики.
С августа 1992 года — председатель Главного финансового управления мэрии Санкт-Петербурга (впоследствии переименованного в Финансовый комитет).
С 1993 года — заместитель, первый заместитель мэра (Анатолия Собчака), член правительства города, председатель Комитета экономики и финансов мэрии Санкт-Петербурга. Работал в правительстве Санкт-Петербурга вместе с Владимиром Путиным.
Встречался и не раз проводил беседы по вопросам экономики Санкт-Петербурга с Г. Старовойтовой.
Ушёл в отставку после победы Владимира Яковлева на выборах губернатора Санкт-Петербурга в 1996 году.

#### Уголовные дела
Неоднократно допрашивался в ходе расследования деятельности мэра Анатолия Собчака и членов его окружения.
Фигурировал в материалах уголовного дела № 144128, возбуждённого в 1999 году в связи с финансовыми операциями корпорации «Двадцатый трест». Кудрин подписал соглашения о предоставлении компании государственных кредитов на несколько миллионов долларов. Деньги обналичивались через фирмы в Испании, Финляндии, Швеции, Германии, Бельгии, Ирландии и США.
Давал показания по уголовному делу № 694259, предметом расследования которого являлась криминализация рынка ритуальных услуг. В деле упоминается подписанное им распоряжение о захоронениях невостребованных тел. Контроль исполнения осуществлял Кудрин. По версии следствия количество невостребованных тел в Санкт-Петербурге систематически завышалось, финансирование — расхищалось. Согласно заявлению потомков Альфреда Нобеля, в ходе личной встречи с Кудриным его помощник взял у них наличными (в шведских кронах) деньги на восстановление могил Нобелей на Смоленском лютеранском кладбище. Работники кладбища, в свою очередь, дали показания о том, что эта сумма до них не дошла и была похищена. На допросе Кудрин признавал факт контактов с Нобелями, но отрицал, что получал от них валюту.
В 2000 году проходил свидетелем по уголовному делу № 31913. Расследовались злоупотребления с жилищными ссудами, которые, по версии следствия, Кудрин за счёт бюджета распределял среди своих петербургских сотрудников. Обвинение Кудрину не предъявлялось.
Сотрудники Комитета экономики и финансов мэрии, которым руководил Алексей Кудрин, фигурировали в ключевых эпизодах уголовного дела риэлторской компании «Ренессанс». Эта фирма строила элитное жильё и в обмен на различные услуги дарила апартаменты городским чиновникам, включая семью мэра Санкт-Петербурга.
Сергей Степашин заявлял, что Кудрин «взяток не берёт и не брал, в офшорах деньги не держит».

### Переезд на работу в Москву

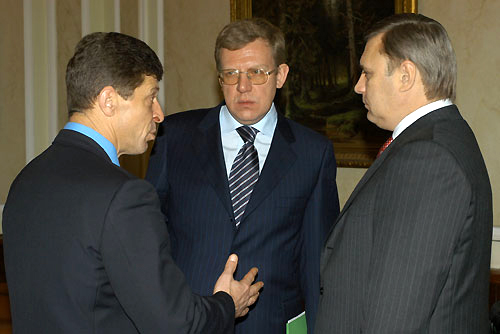
Дмитрий Козак, Алексей Кудрин и Михаил Касьянов в 2003 году.

В 1996 году Алексей Кудрин переехал в Москву. С 1 августа 1996 года по 26 марта 1997 года — заместитель руководителя администрации президента Российской Федерации — начальник Главного контрольного управления Администрации президента Российской Федерации. Приглашён на эту должность главой администрации президента Анатолием Чубайсом. Именно они вдвоём поспособствовали назначению Путина на московские посты.
30 декабря 1996 года на совещании в Администрации президента, на котором обсуждался вопрос выплаты пенсий (в этот период были большие задержки), Алексей Кудрин представил свой план, по которому к 1 июля 1997 года полностью выплачивается накопившийся долг. Этот план был принят, и, начиная с 1 января, пенсии начали выплачиваться своевременно.
С марта 1997 года — первый заместитель министра финансов Российской Федерации, приглашён в министерство А. Б. Чубайсом, который в это время стал министром финансов. Оставался в должности до января 1999 года при министре Михаиле Задорнове, бывшем депутате Государственной думы, члене фракции «Яблоко».
Преемником Кудрина на посту главы Главного контрольного управления стал Владимир Путин.
С 29 апреля 1997 года по 6 апреля 1999 года — заместитель управляющего от Российской Федерации в Международном валютном фонде.
С 6 мая 1997 года по 22 марта 1999 года — заместитель управляющего от России в Европейском банке реконструкции и развития.
С 13 ноября 1998 года по 25 сентября 1999 года — представитель России в Исполнительном Комитете Союза Беларуси и России.
14 января 1999 года председатель Правительства Российской Федерации Евгений Примаков, приверженец левоцентристской политики, снял Кудрина с должности первого замминистра финансов.
В конце января 1999 года назначен на должность первого заместителя председателя правления РАО «ЕЭС России» Анатолия Чубайса.
С 31 мая 1999 года по 18 мая 2000 года — первый заместитель министра финансов Российской Федерации, пост министра занимал Михаил Касьянов.

### Во главе Министерства финансов

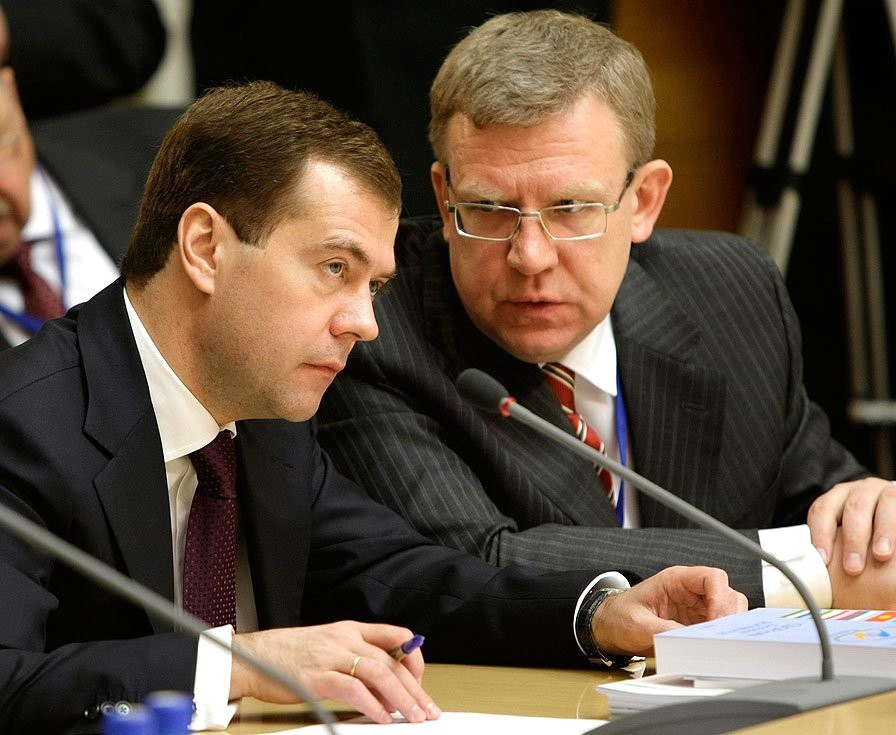
Кудрин и президент России Медведев на заседании ЕврАзЭС 27 ноября 2009 года.

С 18 мая 2000 года — Заместитель председателя Правительства Российской Федерации — министр финансов Российской Федерации.
С 9 марта 2004 года — министр финансов Российской Федерации. На этом посту часто советовался с бывшим министром экономики и финансов Егором Гайдаром и отмечал его незримое участие в принятии принципиальных экономических вопросов. По словам Кудрина, «когда-то об этом, наверное, станет известно больше».
24 сентября 2007 года — 7 мая 2008 года — заместитель председателя Правительства Российской Федерации — министр финансов Российской Федерации. С 7 мая по 12 мая 2008 года продолжал исполнять обязанности до назначения нового правительства.
12 мая 2008 года назначен заместителем председателя Правительства Российской Федерации — министром финансов Российской Федерации в новом правительстве В. В. Путина.
С 17 октября 2008 года — член, с 3 декабря 2008 года — заместитель председателя, а с 4 января 2010 года — председатель Совета при Президенте Российской Федерации по развитию финансового рынка Российской Федерации.
С 11 января 2010 года — член правительственной комиссии по экономическому развитию и интеграции.
Весной 2011 года получил предложение от Медведева возглавить партию «Правое дело», от чего отказался. Президент рассчитывал на создание мощной правой либеральной партии, строительство которой было запланировано совместно с Татьяной (дочерью Ельцина) и Валентином Юмашевыми. В сентябре 2011 года Кудрин заявил: «якобы существовавшая возможность возглавить „Правое дело“ на самом деле для меня отсутствовала. Я не рассматривал для себя перспективу участия в искусственном проекте, по факту дискредитирующем либерально-демократическую идею», в декабре он также заявил, что отказался, поскольку посчитал, что нужно создавать новую партию правого толка, а «Правое дело» «с не совсем понятными для него людьми, да ещё и с определённым контролем Кремля будет недееспособным», но сообщил о готовности принять участие в создании новой правой партии. Борис Надеждин предложил свою помощь.
С 27 июня 2011 по 29 мая 2022 года одновременно декан факультета свободных искусств и наук СПбГУ.
25 сентября 2011 года в беседе с журналистами в Вашингтоне, где участвовал в заседании Международного валютного фонда, сообщил о существенных разногласиях с президентом Дмитрием Медведевым и отказался работать в предполагаемом будущем правительстве Медведева, которое может возникнуть после президентских выборов 2012 года. Мотивы разногласий — рост военных и социальных расходов, зависимость бюджета от цен на нефть. 26 сентября 2011 года недовольный критикой в свой адрес Медведев, в резкой форме отчитав Кудрина перед телекамерами, предложил ему подать в отставку. Вечером этого же дня по представлению Председателя Правительства РФ Путина Кудрин был отправлен в отставку с поста заместителя председателя правительства и министра финансов. Указом Президента РФ Кудрин был выведен также из состава Совета Безопасности РФ. Однако ещё несколько месяцев не освобождал свой кабинет в Министерстве финансов.
Заявление Кудрина по поводу отставки:

…Моё заявление относительно того, что я не вижу себя в составе кабинета министров образца 2012, является продуманным и взвешенным.
Первое. На протяжении нескольких месяцев, несмотря на мои многочисленные возражения, в том числе публичные, в сфере бюджетной политики принимались решения, без сомнения увеличивающие риски исполнения бюджета. А бюджетные риски, связанные, прежде всего, с завышенными обязательствами в оборонном секторе и социальной сфере, неминуемо распространились бы на всю национальную экономику.
В феврале этого года желание уйти в отставку я обсуждал с председателем правительства. Тогда отставка была признана нежелательной, в том числе из-за остроты ситуации, связанной с тем, что в этом году на бюджетный процесс накладывался процесс избирательный. При этом моё участие в будущей конфигурации исполнительной власти РФ не обсуждалось.
Второе. 24 сентября определилась структура власти в нашей стране на длительную перспективу. Определился и я, объяснив свою позицию. Эмоции здесь абсолютно ни при чём.
Третье. Якобы существовавшая возможность возглавить «Правое дело» на самом деле для меня отсутствовала. Я не рассматривал для себя перспективу участия в искусственном проекте, по факту дискредитирующем либерально-демократическую идею.
Четвёртое, но не последнее. Я благодарен всем тем, кто выражает мне сегодня поддержку. Также благодарен и тем, кто подарил мне за последние два дня неоценимый аппаратный, политический и жизненный опыт.
С годами острота конфликта между Кудриным и Медведевым, вероятно[неопределённость], спала, политики неоднократно встречались. 21 сентября 2016 года Кудрин и Медведев обсудили основные приоритеты и цели Стратегии развития России на 2018—2024 годы.

### Дальнейшая деятельность
В начале октября 2011 года Путин заявил, что Кудрин «останется в команде» и продолжит работу. Путин отметил, что Кудрин «полезный и нужный нам человек».
11 октября Кудрин был исключён из правительственных органов, в состав которых входил по должности. Он был выведен из состава правительственных комиссий, в которых он состоял, а также из оргкомитета по подготовке и проведению Красноярского экономического форума и набсовета оргкомитета «Россия — 2018».
В декабре 2011 года Путин вновь заявил, что Кудрин «никуда из моей команды не уходил». Путин охарактеризовал Кудрина как «мой очень давний, добрый товарищ, близкий, и я даже скажу, что это мой друг». Путин сказал, что у него с Кудриным есть разногласия по некоторым вопросам, но эти разногласия не носят принципиального характера. Однако сам Кудрин в интервью попросил не называть его и Владимира Путина единомышленниками.
Один из знакомых Юрия Ковальчука (российский предприниматель и давний друг Владимира Путина) пересказал его речь, произнесённую в дружеском кругу, в которой Алексей Кудрин описывается, как вечно надоедающий, перечащий и говорящий то, что не нравится президенту.
В ночь на 24 декабря 2011 года издание «Коммерсантъ-online» опубликовало статью Кудрина, в которой он выразил согласие с лозунгами, прозвучавшими на митинге на Болотной площади 10 декабря. В ходе выступления на митинге на проспекте Сахарова в Москве Кудрин призвал провести досрочные парламентские выборы через несколько месяцев после изменения законодательства и выступил за отставку главы ЦИК Чурова. Выступление было встречено свистом и криками «Позор!» со стороны многих протестующих, которым бывший министр посоветовал меньше говорить и больше делать. Тогда существовали подозрения, что Кудрин (вместе с Михаилом Прохоровым) занимается своей нынешней политической деятельностью по договорённости с руководством страны.
На протяжении 2011 года Алексей Кудрин многократно встречался с Немцовым, одна из их бесед была посвящена просьбе Бориса Ефимовича освободить заключённого тогда Сергея Удальцова. 29 декабря встречался с Владимиром Путиным, которого «проинформировал» «о вопросах, поставленных участниками митингов на Болотной и Сахарова», намекнув в своём Twitter на возможность дальнейшего диалога. Также проводил беседу с Алексеем Навальным, в ходе которой оппозиционер пытался выяснить, что на самом деле думает Владимир Путин о протестных настроениях.
В январе 2012 года Михаил Касьянов, оппозиционер и бывший Председатель Правительства РФ, пригласил Алексея Кудрина в «Партию народной свободы». В это же время Кудрин вёл переговоры с движением «Союз правых сил», президентом которого являлся Леонид Гозман, на тему возрождения партии.
5 апреля 2012 года возглавил созданный им и рядом других политиков и общественных деятелей «Комитет гражданских инициатив». Название было придумано в соавторстве с Андреем Нечаевым. Запланированное изначально создание партии под схожим наименованием было отложено, так как «он (Кудрин) пообщался с Владимиром Владимировичем (Путиным) и решил, что партию (создавать) рано, надо ограничиться созданием комитета». Позднее под председательством Нечаева появилась «Гражданская инициатива», членом которой Кудрин не стал.
Предпосылками создания Комитета стали декабрьские события — выборы в Государственную Думу 2011 года и последовавшие за ними митинги на Болотной площади 10 декабря и на проспекте Сахарова в Москве 24 декабря 2011 года. «Прошедшие выборы продемонстрировали желание граждан реально влиять на положение дел в нашей стране, выбирать курс её развития», — говорится в Заявлении о создании Комитета гражданских инициатив, опубликованном на официальном сайте Кудрина.
В апреле 2012 года ряд политологов высказывал мысль о целесообразности назначения Кудрина на пост премьера вместо Медведева. Некоторые политологи полагают также, что Кудрин способен стать «эффективным премьер-министром уровня Столыпина и Витте». 25 апреля 2013 года Кудрин принял участие в телепередаче «Прямая линия с президентом Российской Федерации В. В. Путиным». Среди прочего президент упомянул о личном нежелании бывшего главы Минфина возвращаться во властные структуры. В 2014 году Явлинский на заседании федерального политсовета партии «Яблоко» также призвал к отставке российского правительства и назначению на пост премьер-министра Алексея Кудрина.
В июне 2012 года Михаил Прохоров пригласил Алексея Кудрина в партию «Гражданская платформа», однако экс-министр финансов ответил отказом, сказав, что не хочет себя пока с ней идентифицировать, но его Фонд поддержки гражданских инициатив «Диалог» готов к такому взаимодействию — вскоре два политика инициировали проект «Школы гражданских лидеров», аполитичную площадку для поддержки гражданских и социальных проектов активных людей. Ранее бизнесмен заявлял, что считает Кудрина одним из потенциальных кандидатов на пост премьер-министра (в случае победы на президентских выборах).
1 ноября 2013 года вошёл в президиум Экономического совета при Президенте Российской Федерации.
В телепрограмме братьев Тимофея, Тихона и Филиппа Дзядко выступил против закона о запрете пропаганды ЛГБТ: «Я считаю его неверным, неправильным.. Это сфера отношений граждан, они имеют право поступать так, как они хотят».
С 5 марта 2015 года по 2018 год руководил советом директоров негосударственного пенсионного фонда «Будущее», принадлежащего О1 Group Бориса Минца.
18 июня 2015 года выступил с идеей проведения досрочных президентских выборов в России. Единая Россия увидела в этой инициативе угрозу стабильности в обществе, а депутат Госдумы от Справедливой России Михаил Емельянов счёл это вступлением в президентскую гонку. Однако, уже на следующий день, Кудрин отверг возможность своего участия в выборах.
В ходе прямой линии 2016 года Путин сообщил о том, что Кудрин будет активно работать в экспертном совете при президенте над вопросами по стратегии развития РФ и в период после 2018 года, ибо он «хочет вносить свой вклад в решение проблем, перед которыми стоит страна».
20 апреля 2016 года Кудрин согласился возглавить совет Центра стратегических разработок. 30 апреля 2016 года указом Путина Кудрин назначен заместителем председателя Экономического совета при Президенте России.
На выборах в Государственную думу в 2016 году Алексей Кудрин возлагал свои надежды на «Партию Роста», с которой в коалиции была «Гражданская инициатива». Кудрин подчеркнул, что программа, с которой выступил Борис Титов «оказалась невнятной», а использование в ней части программы Глазьева было ошибкой.
В декабре 2016 года с рядом общественных и политических деятелей (Алексеева, Касьянов, Явлинский и пр.) выступил с критикой приговора Алексею Улюкаеву, работавшего, в том числе, с ним в 2000-е годы: «Ужасный, необоснованный приговор. Слабая работа следствия, обвинительный уклон. С подобной несправедливостью, увы, сегодня сталкиваются многие».
30 мая 2017 года на заседании с участием Президента России Владимира Путина представил пакетные наборы мер по экономическому росту страны на период 2018—2024 годов. Среди главных темы проекта — технологическое развитие, человеческий капитал и государственное управление.
В июле 2017 года, после своей лекции в Ельцин-центре, Алексей Кудрин побывал в Музее Б. Н. Ельцина и поделился своими впечатлениями от его посещения, поразмыслив, в том числе, об эпохе первого президента и его значимости в истории России:

Я очень рад, что создан Президентский центр Бориса Ельцина, что он состоялся. Будучи министром финансов РФ, я принял участие в создании Ельцин-центра в рамках своих должностных полномочий. И я очень рад, что мы видим замечательный, эффективный и нужный людям Центр. Мы недооцениваем роль Бориса Ельцина в истории. Именно Борис Ельцин обеспечил мирный переход от одной эпохи к другой, очень непростой эпохе с новыми идеологическими установками и ценностями. Он помог нации осуществить этот переход не безболезненно, но без крови. Всё могло произойти хуже. И это отражено в Музее Ельцина. По своему масштабу Ельцин сопоставим с великими людьми в истории России, если смотреть с позиции создания нового государства российского и новых принципов возвращения к демократии. Понятно, что 1990-е были трудными. Но трудности периода 1990-х были заложены в совершенно неэффективной экономике, которая не реформировалась и была доведена до истощения. На обломках старой экономики приходилось создавать новую рыночную экономику. Это затрудняло переход. То, что приписывалось руководству страны и периоду 1990-х, было результатом того, что произошло в конце 1980-х. Советский Союз утратил возможность мирного реформирования страны и перехода на новые экономические рельсы ещё в середине 1960-х, перед «оттепелью». Мы потеряли шанс перейти к новой рыночной экономике и демократии мирным путём, как это сделали некоторые социалистические страны. Поэтому всё произошло болезненно, но благодаря Борису Ельцину лучше, чем могло быть.
— Алексей Кудрин.
В конце 2017 года принял участие в съёмках фильма «Дело Собчака», снятому по сценарию Веры Кричевской и Ксении Собчак.
2 февраля 2018 года в своём аккаунте в соцсети Twitter указал на недостатки российской правоохранительной системы на примере дела против Никиты Белых, бывшего губернатора Кировской области, и лидера «Союза правых сил» (вплоть до года самороспуска партии).
15 марта 2018 года высказался по поводу дебатов кандидатов на пост президента следующим образом: «Дебаты стыдно смотреть: неуважение соперников к Ксении Собчак носит неприличный и хамский характер».
21 марта 2018 года в программной статье для газеты «Коммерсантъ» как глава ЦСР призвал избранного президента Владимира Путина и новое правительство до начала новой избирательной кампании летом 2020 года воспользоваться форточкой возможностей и заняться следующими вещами:
- провести реформу модели управления государством
- определить и начать работу над приоритетами страны (серьёзно нарастить вложения в образование, медицину и инфраструктуру; расширить пространство общественной и частной инициативы; перестроить систему технологического развития, помочь регионам и городам запустить собственные механизмы роста).
- увеличить доверие населения к правительству через транспарентность и предсказуемость политики[123].

9 июня 2019 года Алексей Кудрин выложил пост в Facebook в защиту журналиста Ивана Голунова, обвинённого в хранении и сбыте запрещённых веществ (см. «Дело Голунова»).
В феврале 2021 года на видеосервисе Start вышел многосерийный документальный фильм «Крепость» о роли Алексея Кудрина в становлении российской экономики.

### Председатель Счётной палаты

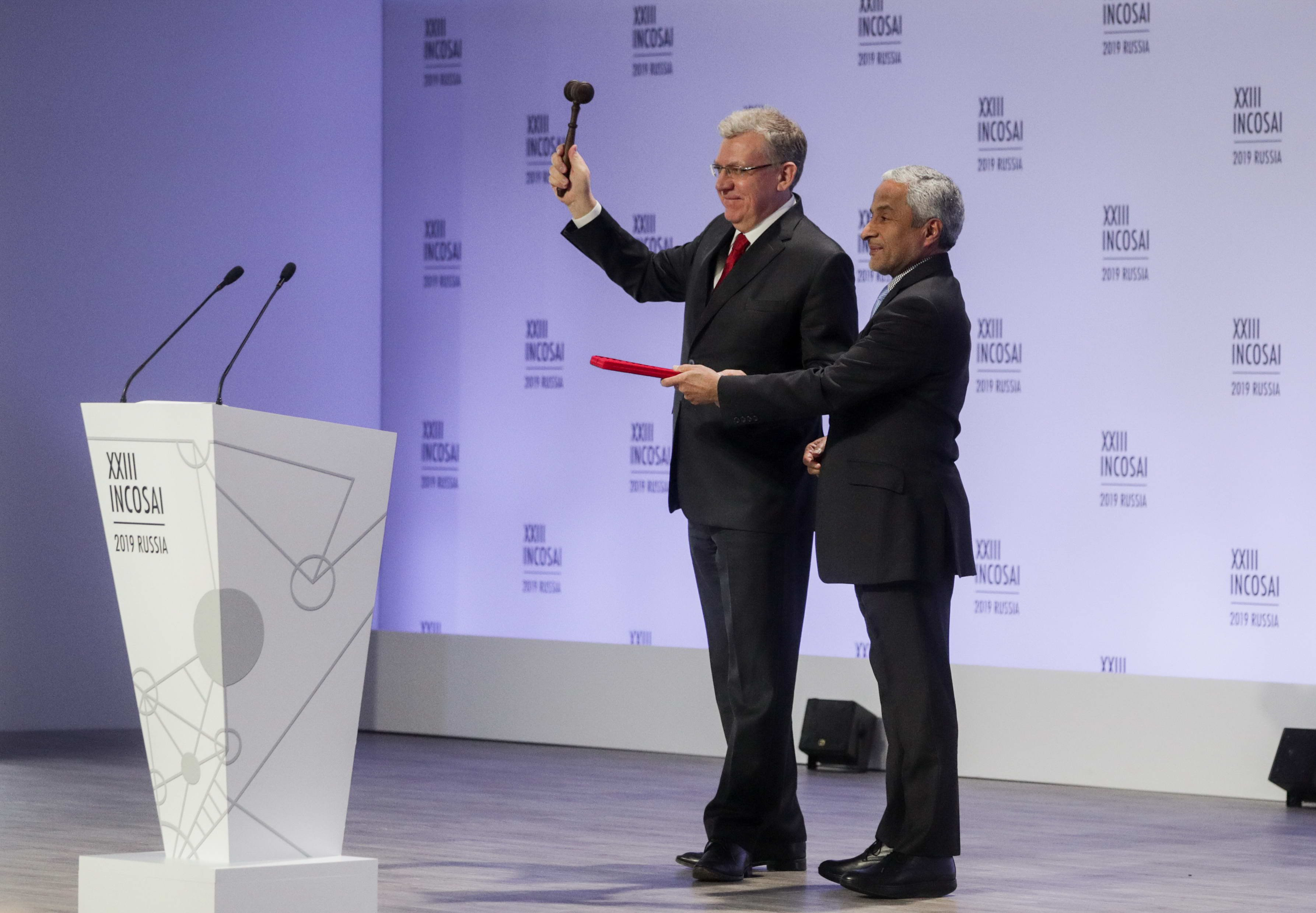
Алексей Кудрин во время вступления в должность председателя ИНТОСАИ.

По предложению Единой России 22 мая 2018 года Госдума утвердила Кудрина в должности председателя Счётной палаты. В тот же день Председатель Государственной Думы Вячеслав Володин представил его аудиторам Счётной палаты.
25 сентября 2019 года Кудрин избран председателем ИНТОСАИ на XXIII конгрессе организации.
После отставки правительства Дмитрия Медведева Кудрина называли в числе возможных кандидатов на должность главы правительства, однако сам Кудрин сказал журналистам, что ему стать премьером не предлагали, к тому же он лишь полтора года назад стал главой Счётной палаты России. «И пока, мне кажется, я должен в Счётной палате поработать».
В 2020 году Кудрин назвал масштабы воровства из федерального бюджета: «по уголовным делам — это от силы до двух-трёх миллиардов рублей в год», при этом «за 2019 год мы (Счётная палата) выявили таких нарушений (финансовых, которые выявляют аудиторы) примерно на 804 миллиарда рублей».
В августе 2020 года Счётная палата под председательством Кудрина заявила, что в России нет достоверных данных о числе госкомпаний, в разных ведомствах их количество разнится. 90 % из них — фактически в серой зоне, а вознаграждение их руководства может превышать зарплату работников в 20 раз.
В марте 2022 года в своём Telegram-канале сообщил, что, несмотря на то, что «за последние недели мир… драматически изменился» в связи с военными действиями на территории Украины, вне зависимости от его личных идеологических предпочтений, во главу ставится профессионализм, поэтому Счётная палата, являясь неполитическим государственным органом, продолжит работать в своём ритме.
29 ноября 2022 года Алексей Кудрин подтвердил об уходе с поста главы Счётной палаты, прошение об отставке уже направлено президенту России Владимиру Путину. Совет Федерации рассмотрит вопрос об его отставке 30 ноября.
30 ноября Совет Федерации РФ одобрил отставку Алексея Кудрина с поста главы Счетной палаты. По сообщению Reuters со ссылкой на источники, Кудрин возьмёт на себя роль в Яндексе, в котором была объявлена масштабная реорганизации, в результате которой его основные бизнес-подразделения в России получат новое руководство.

### Работа в «Яндексе»
9 декабря 2022 года Алексей Кудрин занял должность советника по корпоративному развитию в «Яндексе», о чём сообщил в своём telegram-канале.

## Экономическая политика и взгляды
Кудрин относит себя к либеральному спектру экономистов и придерживается монетаристской модели развития, сторонник приватизации нефтяного сектора. Также заявлял, что «нужно улучшить отношение [россиян] к предпринимательству» через уменьшение административной нагрузки на бизнес, выступает за увеличение расходов на образование и здравоохранение за счёт сокращения оборонных расходов и за цифровизацию экономики.
В период руководства Кудриным министерством финансов Российской Федерации была проведена масштабная налоговая реформа: введена «плоская шкала» подоходного налога в 13 %, ликвидированы налоги с оборота и налог с продаж, снижены ставки НДС и налога на прибыль, общее число налогов сокращено в три раза, ликвидированы многие лазейки в законодательстве, использовавшиеся для уклонения от налогов, ликвидированы внутренние офшоры и т. п. В результате налоговой реформы налоговая нагрузка сократилась почти на все виды бизнеса. Была проведена также бюджетная реформа, создан Стабилизационный фонд, резко снижен объём государственного внешнего долга. Если в конце 1990-х государственный внешний долг России превышал 100 % ВВП, то к 2011 году его объём сократился до одного из самых низких в Европе.
При этом Кудрин известен как приверженец консервативной бюджетной политики. Большую часть периода его руководства министерством финансов федеральный бюджет России сводился с профицитом.
Входит в состав и руководит либеральными проектами: АНО «Институт экономической политики имени Е. Т. Гайдара» (председатель попечительского совета), член оргкомитета «Гайдаровского форума», председатель Комитета гражданских инициатив.
В июле 2007 года он заявил, что осуществляемая в России экономическая политика и высокие темпы экономического развития позволят стране в ближайшие 10 лет войти в число шести крупнейших экономик мира. Три года спустя, в 2010 году, Россия вышла на 6-е место среди стран мира по объёму ВВП по ППС.
В 2011 году на Красноярском экономическом форуме описал своё видение экономических проблем России и перспектив развития, указав среди рисков зависимость от нефтегазового сектора.
В декабре 2011 года, вскоре после отставки Кудрина с поста главы Минфина, председатель российского правительства Владимир Путин заявил, что Кудрин «очень многое сделал для укрепления экономики страны». Путин сказал, что гордится тем, что у него в правительстве работал такой человек, как Кудрин.
В мае 2017 года власти приступают к обсуждению экспертных разработок по программе экономических реформ с 2018 года, и Алексей Кудрин в статье для газеты «Коммерсантъ» рассказал о том, как, с его точки зрения, выглядят идеи, которые в принципе не могут быть использованы в будущих реформах.
6 июня 2017 года предложил в 2018—2024 годах сократить госаппарат и затраты на него примерно на 30 % от нынешнего, сформировать цифровую экосистему данных для госуправления, а в правительстве — «стратегический блок» под управлением вице-премьера как постоянный механизм проектной деятельности государства.
В 2018 году явился одним из идеологов пенсионной реформы, предполагающей подъём пенсионного возраста. Воспринял объявление правительства об этой реформе с ликованием, объяснял её целесообразность заботой о самых пожилых гражданах . В отличие от ряда реформаторов Кудрин всегда открыто заявлял свою позицию по данному вопросу. Так, в ноябре 2017 года он констатировал, что Пенсионный фонд РФ дефицитен без вливаний из бюджета, из-за которых в России не хватает средств на инвестиции в развитие страны, и это обусловливает необходимость повышения пенсионного возраста. Однако позднее Кудрин признал, что реформа не удалась.
В июле 2020 года Кудрин заявил, что средний темп роста экономики страны за последнее десятилетие с учётом прогнозируемых последствий коронавирусного кризиса составит всего 1 %. «Это очень мало, это исторически мало», российская экономика находится в состоянии застоя — признал он. По его мнению, текущий экономический кризис является поводом для пересмотра экономической политики: он призвал перестать надеяться на нефть.

### Оппоненты экономической политики Кудрина
- В 2008 и 2009 годах Сурков не раз критически высказывался в адрес политики накопления резервов и Стабилизационного фонда, ему не нравилась концепция, которую Кудрин отстаивал на протяжении всего своего срока работы в Министерстве финансов: «Оптимисты говорят, что накопленных денег нам хватит на год с небольшим. И это — итог восьми лет работы. Мне кажется, довольно жалкая цель для народа, который называет себя великим»[166].
- Виктор Геращенко, бывший в 1992—1994 и 1998—2002 годах председателем Центробанка России, неоднократно негативно оценивал экономическую политику, проводимую Кудриным на посту министра финансов[167].
- Параллельно с работой Центра стратегических разработок в 2016 и 2017 годах над новой экономической стратегией для России работал Столыпинский клуб. 15 августа 2016 года советник Президента России, академик РАН и на тот момент член Столыпинского экономического клуба Сергей Глазьев раскритиковал разработанную в начале 2016 года экономическую программу Кудрина. По его словам, реализация предложенных мер приведёт к деградации экономики и падению уровня жизни населения. «Это вовсе не стратегия, не программа, а набор деклараций, похожий на лозунги к первомайской демонстрации трудящихся и пенсионеров»[168].
- Председатель Совета ТПП РФ по промышленному развитию и конкурентоспособности экономики России и председатель Партии дела Константин Бабкин оценивал экономическую программу Кудрина как «стратегию деградации России»[169].

Кудрин, прежде всего — идеолог либерального курса и либерального клана в российской экономике. А этот курс встраивает российскую экономику в глобальную на правах сырьевого придатка, создаёт в нашей стране комфортные условия, прежде всего, для мировых транснациональных корпораций и угнетающе действует на российских несырьевых производителей.
— Константин Бабкин, сопредседатель Московского экономического форума. (Цит. по порталу «Регионы Online», 18.10.2018.)
- По словам уполномоченного при президенте России по правам предпринимателей Бориса Титова, у Кудрина «такой бюджетный взгляд, который нельзя назвать стратегией»: «узкий бюджетный, финансовый, бухгалтерский взгляд преподносится как стратегия».
- Неоднократно происходили споры между Алексеем Кудриным и московским мэром Сергеем Собяниным: на урбанистическом форуме в июле 2018 года мэр выступил против попыток ограничить развитие Москвы, в то время как глава Счётной палаты увидел риски в активном разрастании столицы, так как это, по его мнению, угрожает развитию регионов; так же оппоненты ранее полемизировали на тему развития крупных агломераций и на тему доверия к власти[171].
- В 2019 году Антон Силуанов, действующий министр финансов, раскритиковал оценку Кудрина относительно перспектив экономики России. Его также задело, что Кудрин ставит в пример страны Запада, а не Сингапур или Корею, на чей опыт предпочёл бы опираться Силуанов[172].
- Министр обороны Сергей Шойгу счёл «надуманными общими тезисами» заявления Кудрина о раздутом оборонном бюджете России и предложил обсуждать «конкретные и насущные вопросы»[173].

## Критика
Фонды Алексея Кудрина получали деньги от нефтегазовой группы РНГ (Eastsib Holding) Владимира Столяренко и Александра Бондаренко, которые были вынуждены покинуть Россию. Средства на создание РНГ они получили после конфликта с «Роснефтью», которая хотела отобрать у них компанию с лицензией на центральный блок одного из крупнейших месторождений Восточной Сибири и инициировала для этого уголовное дело в 2013 году, но в итоге все же заплатила. РНГ впервые оказала поддержку фонду Кудрина «Диалог» осенью 2019 года в проектах «Госзатраты», «Открытая полиция», «Реформа правоохранительной функции» и «Реформа судебной системы». Несколько источников «Новой газеты» сообщали, что это стало возможно благодаря вмешательству Кудрина — давнего знакомого Столяренко и Бондаренко. И что у него впоследствии мог быть интерес в РНГ (представители Кудрина и бывших банкиров это опровергали).

## Санкции
20 июля 2023 года, на фоне вторжения России на Украину, Кудрин попал под блокирующие санкции США как тесно связанный с Владимиром Путиным советник по корпоративному развитию российской технологической фирмы, работающий в технологическом секторе экономики России. В тот же день в своём Telegram-канале Кудрин написал, что оставит это «пока без комментариев». Ранее Национальное агентство по предотвращению коррупции Украины выступило с инициативой о введении против Кудрина международных санкций как против «главы высшего государственного органа в сфере аудита, поддерживающего действия и политику РФ, направленную на проведение военных действия и геноцид гражданского населения в Украине». 23 ноября 2023 года внесён в санкционный список Украины по данным основаниям.

## Награды и почётные звания

### Награды
- Орден «За заслуги перед Отечеством» II степени (12 октября 2020 года) — за большой вклад в укрепление системы государственного финансового контроля и многолетнюю добросовестную работу[182].
- Орден «За заслуги перед Отечеством» III степени (30 сентября 2010 года) — за большой вклад в проведение государственной финансовой политики и многолетнюю добросовестную работу[183].
- Орден «За заслуги перед Отечеством» IV степени (12 октября 2005 года) — за большой вклад в проведение государственной финансовой политики и многолетнюю добросовестную работу[184].
- Орден Дружбы (2012 год)[185].
- Почётная грамота президента Российской Федерации (12 декабря 2008 года) — за активное участие в подготовке проекта Конституции Российской Федерации и большой вклад в развитие демократических основ Российской Федерации[186].
- Благодарность Президента Российской Федерации (11 марта 1997 года) — за активное участие в подготовке Послания Президента Российской Федерации Федеральному Собранию 1997 года[187].
- Благодарность Президента Российской Федерации (12 апреля 2004 года) — за активное участие в законотворческой деятельности[188].
- Медаль Столыпина П. А. I степени (5 октября 2010 года) — за активное участие в разработке основных направлений социально-экономического развития Российской Федерации[189][190].
- Медаль Столыпина П. А. II степени (8 октября 2020 года) — за большой вклад в укрепление системы государственного финансового контроля и многолетнюю добросовестную работу[191].
- Почётная грамота Правительства Российской Федерации (10 октября 2000 года) — за плодотворную государственную деятельность[190][192].
- Благодарность Правительства Российской Федерации (12 октября 2005 года) — за заслуги в области финансовой и экономической деятельности[193].
- Орден Кадырова (24 ноября 2008 года, Чеченская Республика) — за государственную деятельность, способствующую развитию финансовой системы Чеченской Республики[194].
- Знак «За заслуги перед городом Архангельском» (2009 год)[195].
- 11 сентября 2007 года стал лауреатом премии «Русский Бриллиант» в номинации «Достоинство».
- Медаль В. В. Леонтьева «За достижения в экономике» — за выдающийся вклад в обеспечение долгосрочной стабилизации российской финансовой системы[196].
- Великий офицер ордена «За заслуги перед Итальянской Республикой» (8 февраля 2011 года, Италия)[197].
- «Хрустальная улитка» от Европейского университета в Санкт-Петербурге (2018 год)[198].

### Почётные звания
- В 2003 году по результатам опроса, проведённого среди инвесторов и банкиров британским изданием Emerging Markets, Кудрин был назван лучшим министром финансов года в Центральной и Восточной Европе. Издание отметило, что своим умением направлять экономику страны по правильному пути Кудрин внёс значительный вклад в экономические успехи, достигнутые Россией за последние годы: стабильный экономический рост на уровне 5 % в год, бюджетный профицит, привлечение крупных инвесторов[155][199].
- Почётный гражданин Томской области (2 сентября 2004 года) — за большой личный вклад в социально-экономическое развитие Томской области, подготовку и проведение празднования 400-летия города Томска[200].
- В 2004 году А. Кудрин был назван британским журналом «The Banker» министром финансов года, став победителем в двух категориях: «Мировой министр финансов года» и «Министр финансов года стран Европы»[199].
- В 2006 году британская газета «Emerging markets» назвала Алексея Кудрина лучшим министром финансов среди европейских стран с развивающимся рынком.
- В 2010 году британский журнал «Euromoney» назвал Алексея Кудрина лучшим министром финансов года. По словам издателя журнала Падраика Фэллона, Кудрин был отмечен наградой в первую очередь за то, что «преодолев ощутимое политическое давление, добился создания Резервного фонда, который позволил России выйти из глобального финансового кризиса в гораздо лучшей форме, чем ожидали эксперты»[201]. В сопроводительной статье «Euromoney» говорилось, что Кудрина правомерно называют менеджером высшего разряда и правомерно хвалят за его «приверженность налоговой и бюджетной реформам в России, стремлению России присоединиться к Всемирной торговой организации и продолжению прогресса в области приватизации»[202].
- Почётный профессор НИУ ВШЭ.
- почётный доктор Северного (Арктического) федерального университета им. М. В. Ломоносова.
- Почётный профессор экономического факультета Санкт-Петербургского государственного университета.
- Почётный профессор Бурятского государственного университета[203].
- Почётный профессор Дагестанского государственного университета[204] (28 апреля 2011 года).
- Почётный профессор Эдинбургского Университета[205].

## Семья
Женат вторым браком. Первая супруга — петербургский коммерсант Вероника Олеговна Шарова. Вторая супруга Ирина Игоревна Кудрина (Тинтякова), по первой специальности — журналист, до замужества работала секретарём у пресс-атташе Анатолия Чубайса Андрея Трапезникова. Сейчас занимается благотворительностью, возглавляет российский фонд «Северная корона», помогающий детским домам и интернатам. По её словам, зимний отдых семья предпочитает проводить на горнолыжных курортах Австрии. Дочь от первого брака Полина Кудрина — учредитель ООО «Арт-центр Гран-при». Сын от второго брака — Артём Кудрин.

## Хобби
Алексей Кудрин любит классическую музыку, джаз и играет на ударных инструментах.

## Чины и звания
- Действительный государственный советник Российской Федерации 1 класса (3 декабря 1996 года)[210].
- Подполковник запаса, артиллерист[211][212].